# Туоми, Шеймус
Шеймус Туоми (англ. Seamus Twomey, ирл. Séamus Ó Tuama; 5 ноября 1919 — 12 сентября 1989) — ирландский националист, член Ирландской республиканской армии, дважды руководивший штабом временной Ирландской республиканской армии.

## Биография
Уроженец Белфаста. Проживал в доме 6 по Севастополь-стрит в белфастском районе Фоллз. За свой нетерпеливый нрав и привычку стучать кулаком по столу получил прозвище «Колотушка» (англ. Thumper). Образования не получил, работал «мальчиком на побегушках» у переплётчика. С 1930-х годов сотрудничал с ИРА. В 1940-е сидел в тюрьмах Ирландии за антигосударственную деятельность. В 1960-е годы выступал против левого уклона в идеологии, предлагаемого Кэталом Гулдингом. В 1968 году участвовал в организации Республиканского клуба Андерсонтауна (позже Общество Родди Маккорли).
Во время раскола 1969 году Туоми участвовал в организации Временной ИРА, в 1972 году возглавил Белфастскую бригаду, которая начала совершать акты возмездия против британских войск (после Кровавого воскресенья, закончившегося гибелью девяти человек). Именно в руках Туоми и Айвора Белла были сосредоточены все полномочия по руководству Белфастской бригадой. В марте 1973 года Туоми был назначен начальником штаба ИРА после ареста Джо Кэхилла и оставался там до своего ареста в октябре того же года полицией Ирландии. Он был помещён в тюрьму Маунтджой, откуда вместе с двумя другими заключёнными ирландскими республиканцами, Джей-Би О'Хейганом и Кевином Мэллоном, вызволили соратники. Один отряд активной службы угнал вертолёт и заставил пилота под угрозой расправы прибыть на площадку перед тюрьмой. После своего побега Туоми вошёл в Военный совет ИРА и к июлю 1974 года стал снова начальником штаба ИРА. В декабре 1974 года участвовал в переговорах между ИРА и протестантами в ирландском городе Фикл. В 1975 году было заключено перемирие, которое Туоми не принял и не поддержал, призывая продолжать вооружённую борьбу и «решить исход противостояния одним решительным ударом». 5 января 1976, согласно заявлению информатора ИРА Шона О’Каллахана, Шеймус Туоми и Брайан Кинан участвовали в резне в Кингсмилле, казнив 10 безоружных протестантов в знак мести за убийство католиков в том же районе. О’Каллахан приписывал Кинану слова:

Единственный способ выбить дурь из голов протестантов — быть в 10 раз злее них.
Оригинальный текст (англ.)The only way to knock the nonsense out of the Prods is to be 10 times more savage.

Туоми был преданным сторонником парамилитаризма и выступал за полное присоединение Ольстера к Ирландии, однако 11 июля 1977 года он дал интервью французскому телевидению, в котором заявил, что ИРА ведёт всего 7 лет свою вооружённую борьбу против британского присутствия и при текущем положении для полной победы над британцами в Ольстере ИРА понадобится не менее 70 лет. Также он приветствовал нападение на богатых гражданских лиц, оправдывая это ведением классовой борьбы: 29 октября 1977 года в Мейфэре прогремел взрыв в итальянском ресторане, в результате которого погиб один человек и были ранены 17. Ещё три человека погибли в результате последовавших взрывов в Челси и Мейфэре. Туоми объяснял это тем, что ИРА устраняют физически тех, кто поддерживает меры британского правительства.
В декабре 1977 года Туоми был арестован в пригороде Дублина Сандиков ирландской полицией по наводке бельгийских коллег, отслеживавших контрабанду оружия в Ирландию. Полиция вела слежку из дома на Мартелло-Террейс, откуда и заметила Туоми, сидевшего в машине в своих фирменных солнечных очках. Завязалась погоня, в результате которой Туоми был арестован. При обыске у него были обнаружены документы с предложением реорганизации ИРА согласно системе различных подпольных ячеек. Таким образом, деятельность Туоми на посту начальника штаба ИРА прекратилась. В 1986 году в результате очередного раскола Туоми не поддержал позицию Джерри Адамса и остался с верными сторонниками Временной ИРА.
Скончался после продолжительной болезни в 1989 году. Похоронен в семейном склепе на кладбище Миллтаун в Белфасте. На похоронах присутствовали более 2 тысяч человек.

## Цитаты
Большую часть своей жизни я провёл, следуя традициям республиканцев... Однако я вырос в условиях такой деградации, безработицы и унижения, что та жизнь, которую проживали наши люди, жизнью и не казалась. Я сказал себе: я вырасту, женюсь и пожелаю своим детям лучшего будущего, чем сейчас.
Оригинальный текст (англ.)I have most of my life been brought up in a Republican tradition ... However, I grew up in a situation of such degradation and unemployment and humiliation that the life our people lived was just no life at all. I said to myself that when I grow up and get married I will want for my children something better than this.

Наша первая и основная цель — объединить страну. А это означает — выгнать британцев с оккупированной части нашей страны. Тогда всё политическое устройство на Севере и Юге изменится.
Оригинальный текст (англ.)Our first prime and main objective is the unification of our country. This means getting the British out of the occupied part of the country. After that the whole system in North and South would have to be changed.

Взрывая рестораны в Мейфэре, мы нападали на тех людей, которые воздействовали бы на британское правительство.
Оригинальный текст (англ.)By hitting Mayfair restaurants, we were hitting the type of person that could bring pressure to bear on the British government.